# Danial Saibulatov
Danial Saibulatov (2 april 1970) is een Belgische schaker met een FIDE-rating van 2373 in 2016. Hij is sinds 2006 een Internationaal Meester (IM). 
In juli 2005 speelde hij mee in het toernooi om het kampioenschap van België dat in Aalst gespeeld werd en dat met 7 uit 9 gewonnen werd door Alexandre Dgebuadze. Saibulatov eindigde met 4.5 punt op de elfde plaats. 

## Externe koppelingen
- (en)   Informatie over schaakpartijen van Danial Saibulatov op ChessGames.com
- (en)   Informatie over schaakpartijen van Danial Saibulatov op 365chess.com
- (en)  FIDE-ratinggegevens voor Danial Saibulatov